# Gare de Moirans-Galifette
Ne doit pas être confondu avec Gare de Moirans.
La gare de Moirans-Galifette est une halte ferroviaire française, située sur la commune française de Moirans (département de l'Isère en région Auvergne-Rhône-Alpes).
Elle se situe à l'angle de la route du Grand Fays, de l'avenue Joseph Trabbia et de la rue Roger Du Marais, à environ 250 m de la mairie et du centre-ville.

## Situation ferroviaire
La halte a été déplacée lors de la remise à double voie du tronçon de Saint-Marcellin à Moirans.
Elle était auparavant située de l'autre côté du passage à niveau, on devine l'emplacement de la halte voyageur grâce à l'abri à vélo qui persiste en contrebas de l'ancien quai.

## Histoire
Le premier train s'est arrêté le dimanche 8 octobre 1950.

## Service voyageurs

### Accueil
Depuis mi décembre 2017, elle est équipée d'un automates pour l'achat de titres de transport TER, situé près de l'accès au quai de la voie A.
Les quais sont ouverts toute la journée et accessibles aux personnes à mobilité réduite. Deux accès permettent d'aller d'un quai à l'autre : le passage à niveau et le passage souterrain.

### Desserte
Elle est desservie par les trains TER Auvergne-Rhône-Alpes (ligne de Grenoble à Valence-Ville).
Des cars SNCF de la ligne de Valence à Grenoble s'y arrêtent également.

### Intermodalité
Un parc pour les vélos (consignes à vélos individuelles et accroches vélos en libre accès) y est aménagé.
L'arrêt de bus Parc de la Grille, desservi par les lignes 20 et A de Pays voironnais Mobilité, est situé à 400 m de la gare de Moirans-Galifette.